# Outubro

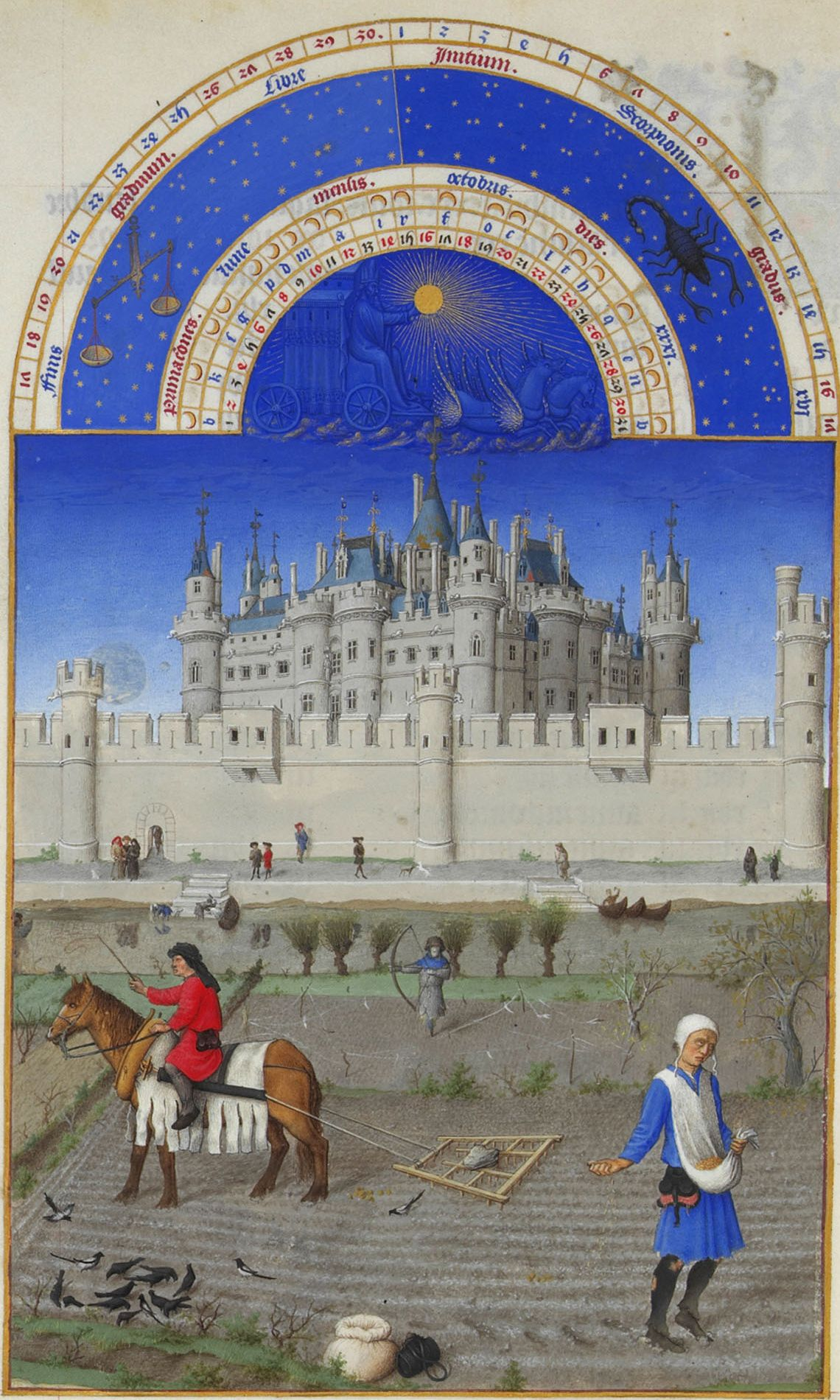
Outubro representado nas Les très riches heures du duc de Berry.

Outubro é o décimo e antepenúltimo mês do ano no calendário gregoriano, tendo a duração de 31 dias. Outubro deve o seu nome à palavra latina octo (oito), dado que era o oitavo mês do calendário romano, que começava em março.
Na religião católica, o mês de outubro é dedicado à Virgem do Rosário e anjos da guarda. “A Igreja reconheceu sempre uma eficácia particular ao Rosário, confiando-lhe, mediante a sua recitação comunitária e a sua prática constante, as causas mais difíceis”.
Outubro também é o mês da Medicina, da Odontologia , da Fisioterapia e da Pedagogia. E nacionalmente é o mês de prevenção contra o câncer de mama e a saúde da mulher, através da campanha Outubro Rosa.
Na astrologia, os signos dos nascidos em Outubro são: Libra (até 22 de outubro) e Escorpião (de 23 de outubro adiante).
Outubro começa sempre no mesmo dia da semana que o mês de janeiro, exceto quando o ano é bissexto.

## Eventos históricos
- 1.º de outubro - Dia Nacional da República Popular da China
- 5 de outubro -
  - 1143 - Assinada a Independência de Portugal pelo Tratado de Zamora
  - 1910 - Implantação da República Portuguesa
- 7 de outubro de 1727 - Fundação de Pirenópolis, Goiás.
- 10 de outubro de 1917 - Fundação de Cerqueira César, São Paulo.
- 12 de outubro de 1929 - Fundação de Tupã, São Paulo.

## Datas comemorativas
- 1 de outubro
  - Dia do Idoso
  - 1908 lançamento do primeiro carro popular por Henry Ford
- 7 de outubro - Dia de Nossa Senhora do Rosário.
- 12 de outubro
  - Dia da Nossa Senhora Aparecida, padroeira do Brasil
  - Dia das Crianças no Brasil
  - Dia do Agrônomo (Brasil)
  - Dia do Corretor de Seguros (Brasil)
  - Dia Nacional da Espanha
- 13 de outubro - Dia do Fisioterapeuta (Brasil)
- 15 de outubro - Dia do Professor (Brasil)
- 16 de outubro - Dia Mundial da Alimentação
- 18 de outubro - Dia do Médico
- 19 de outubro - Dia do Profissional de Informática
- 20 de outubro - Dia do Arquivista/ Dia do Poeta
- 23 de outubro - Dia do Aviador
- 24 de outubro - Dia da Organização das Nações Unidas
- 25 de outubro - Dia do Dentista
- 26 de outubro - Dia da Visibilidade Intersexo
- 27 de outubro - dia mundial do patrimônio audiovisual[3]
- 28 de outubro
  - Dia do Funcionário Público
  - Dia do Flamenguista, a maior torcida de futebol do Brasil
- 29 de outubro
  - Fundação da Real Biblioteca, hoje Biblioteca Nacional do Brasil.
  - Dia Nacional do Livro, no Brasil.
- 31 de outubro
  - Dia das Bruxas (Halloween)
  - 31 de outubro de 1517 - reforma cristã[4]
  - Dia do Saci Pererê
  - Dia da Reforma Protestante
- Todo segundo domingo de outubro, ocorre, em Belém do Pará, o Círio de Nazaré.
- A Igreja Católica Apostólica Romana comemora em outubro o mês das missões.
- 3ª quarta-feira de outubro - Dia Internacional dos Pronomes
- 2ª quinzena de outubro - Semana de Visibilidade Assexual

### Igreja Católica
- Dia de Santa Teresinha (1 de outubro)
- Dia do Santo Anjo da Guarda (2 de outubro)
- Dia de São Francisco de Assis (4 de outubro)
- Dia de Santa Faustina Kowalska (5 de outubro)
- Dia de Nossa Senhora do Rosário (7 de outubro)
- Dia de Nossa Senhora Aparecida (12 de outubro)
- Dia de São Carlos Acutis (12 de outubro)
- Dia de Santo Eduardo (13 de outubro)
- Dia de Santa Teresa de Ávila (15 de outubro)
- Dia de São Geraldo Magela (16 de outubro)
- Dia de São Lucas (18 de outubro)
- Dia de São Pedro de Alcântara (20 de outubro)
- Dia de Santa Úrsula (21 de outubro)
- Dia de São João Paulo II (22 de outubro)
- Dia de São Frei Galvão (25 de outubro)
- Dia de São Judas Tadeu (28 de outubro)

## Nascimentos

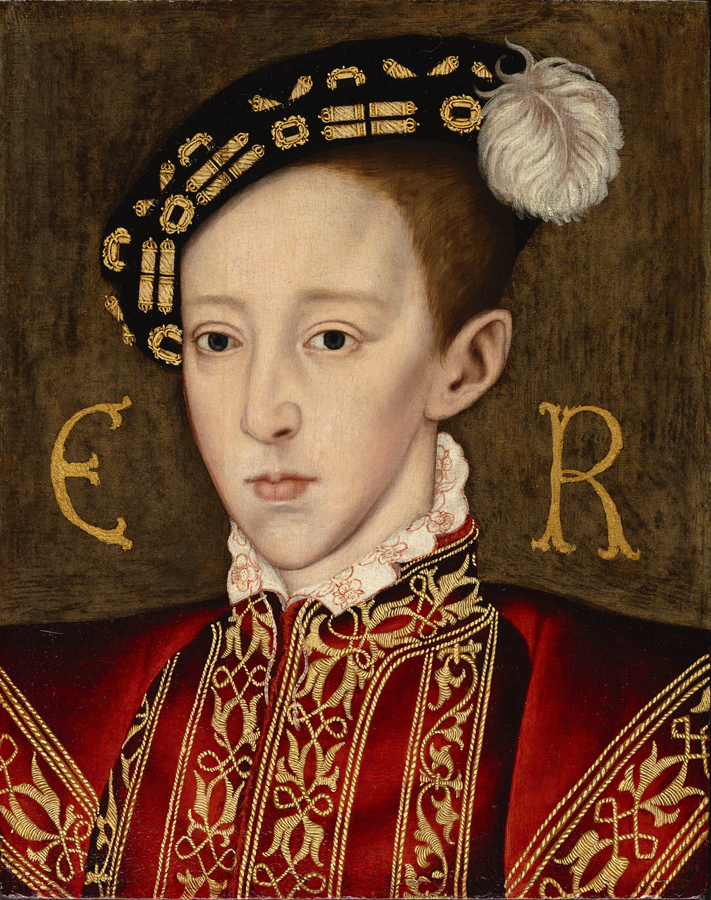
Eduardo VI de Inglaterra

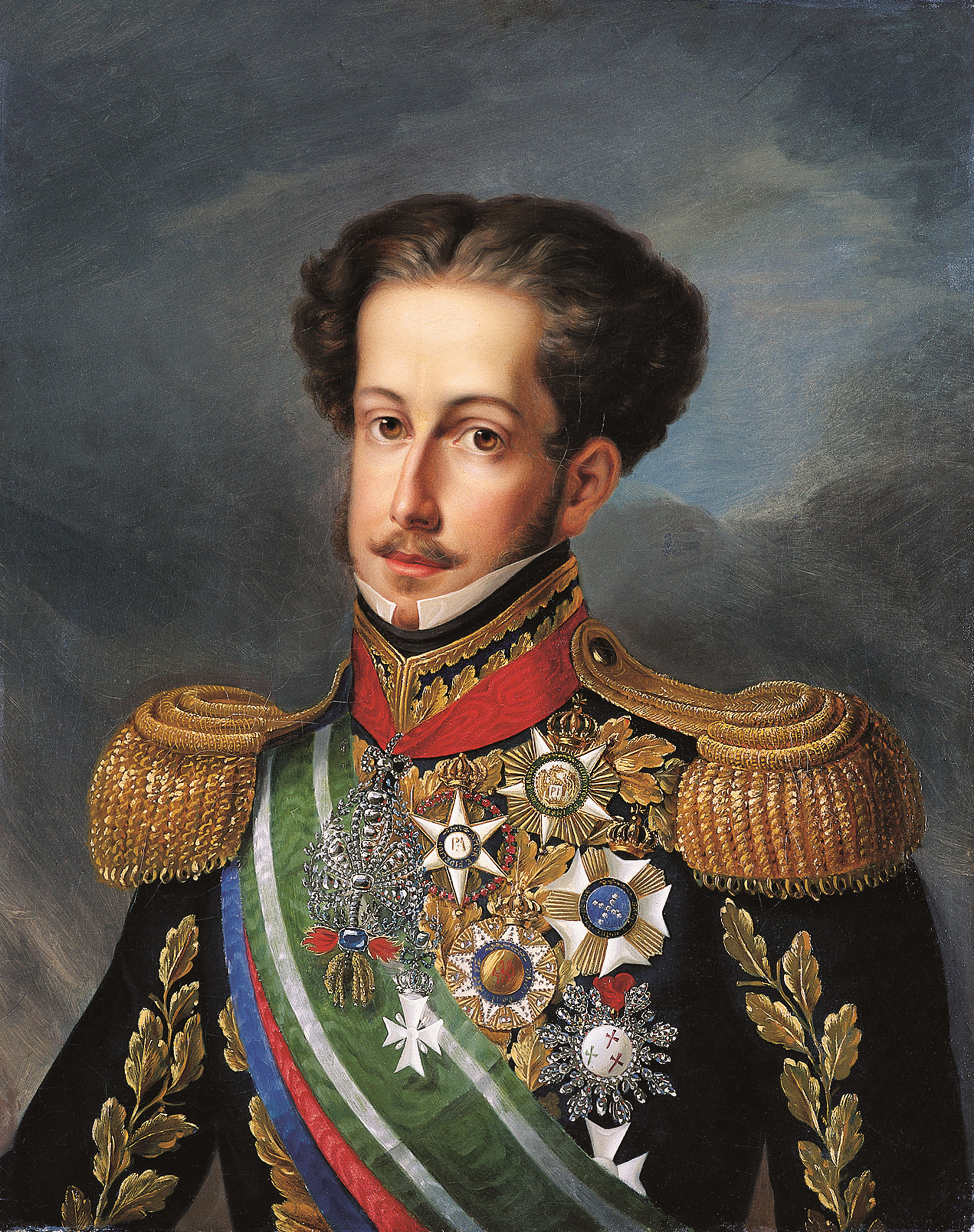
Pedro I do Brasil

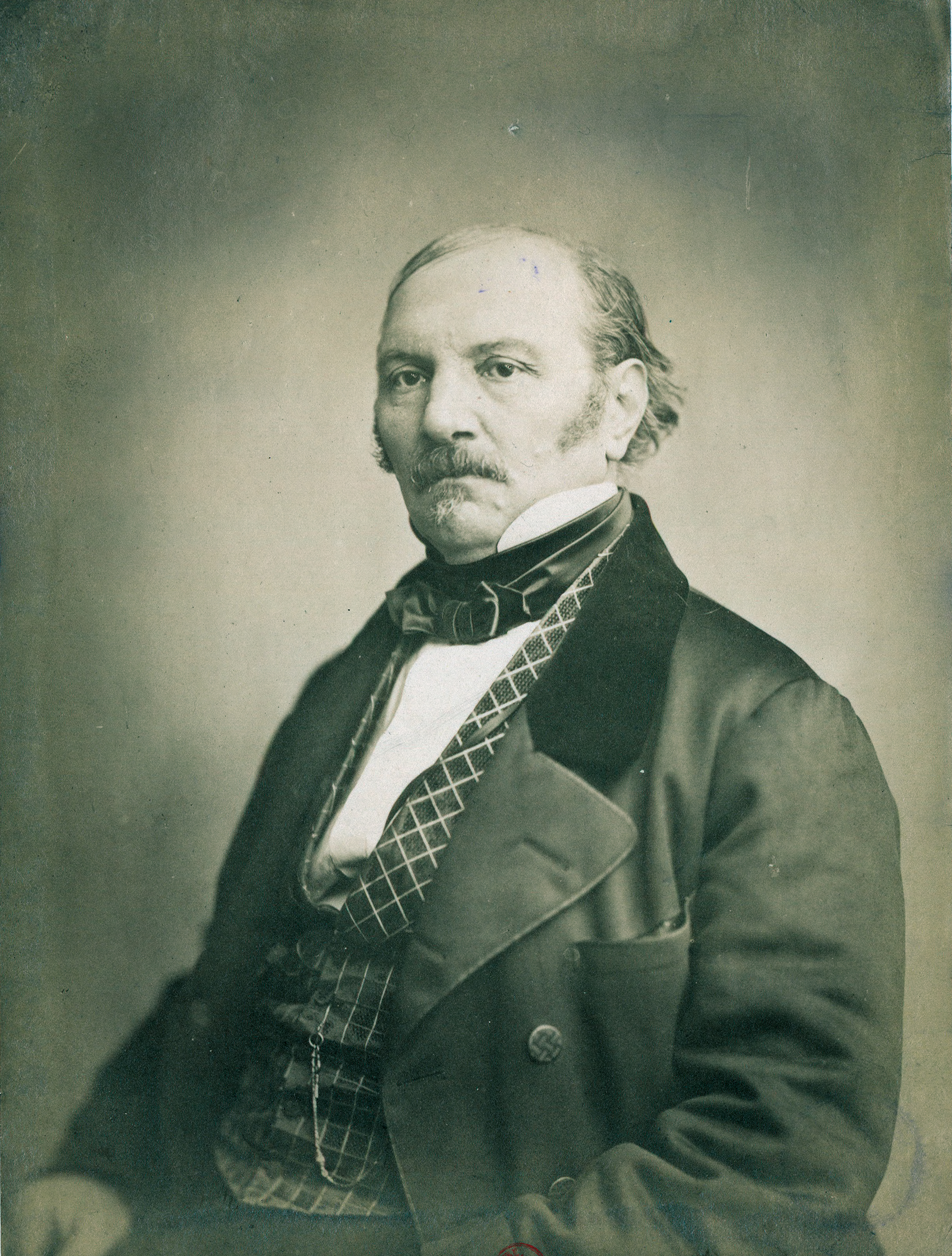
Allan Kardec

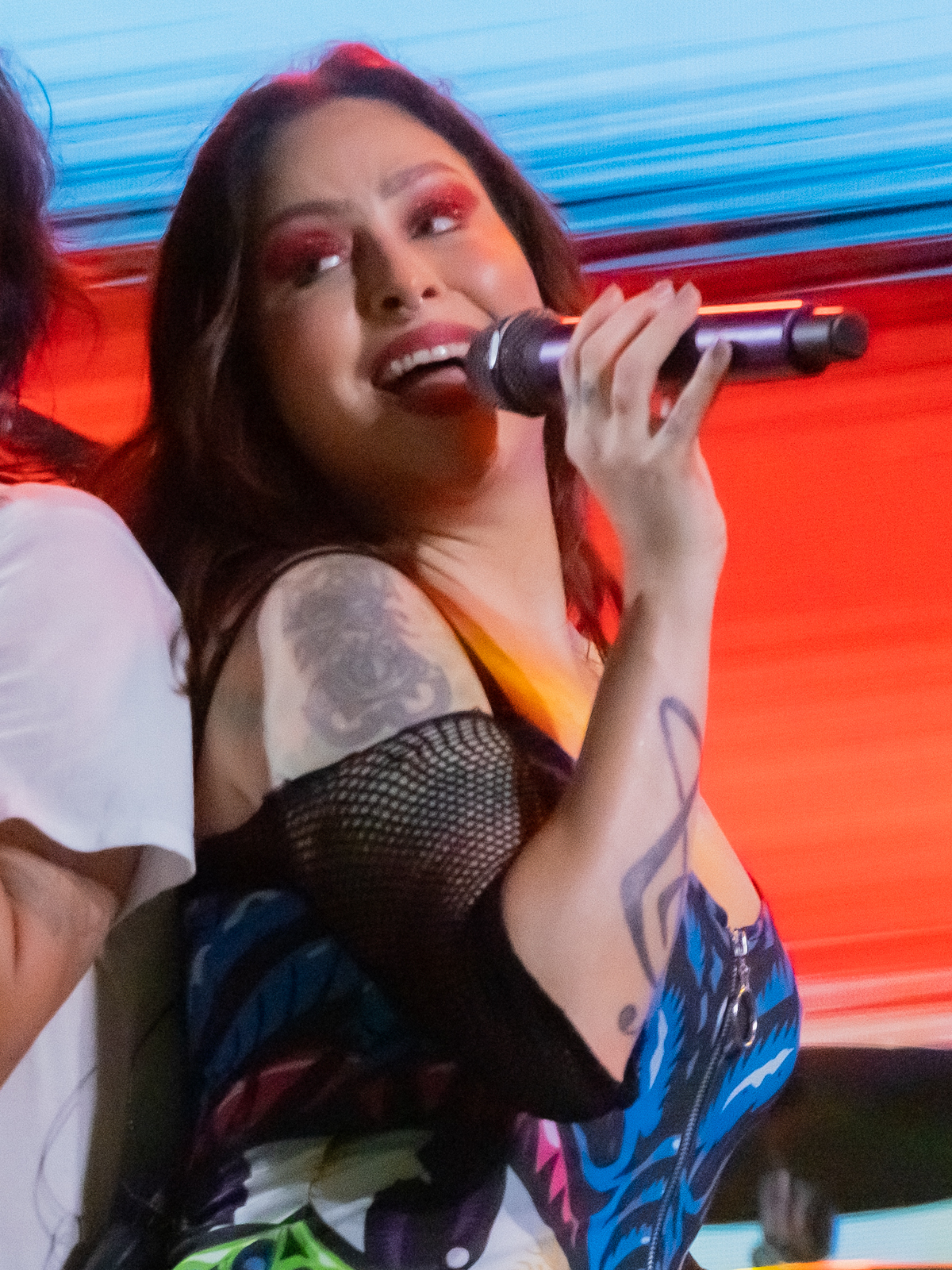
Pitty

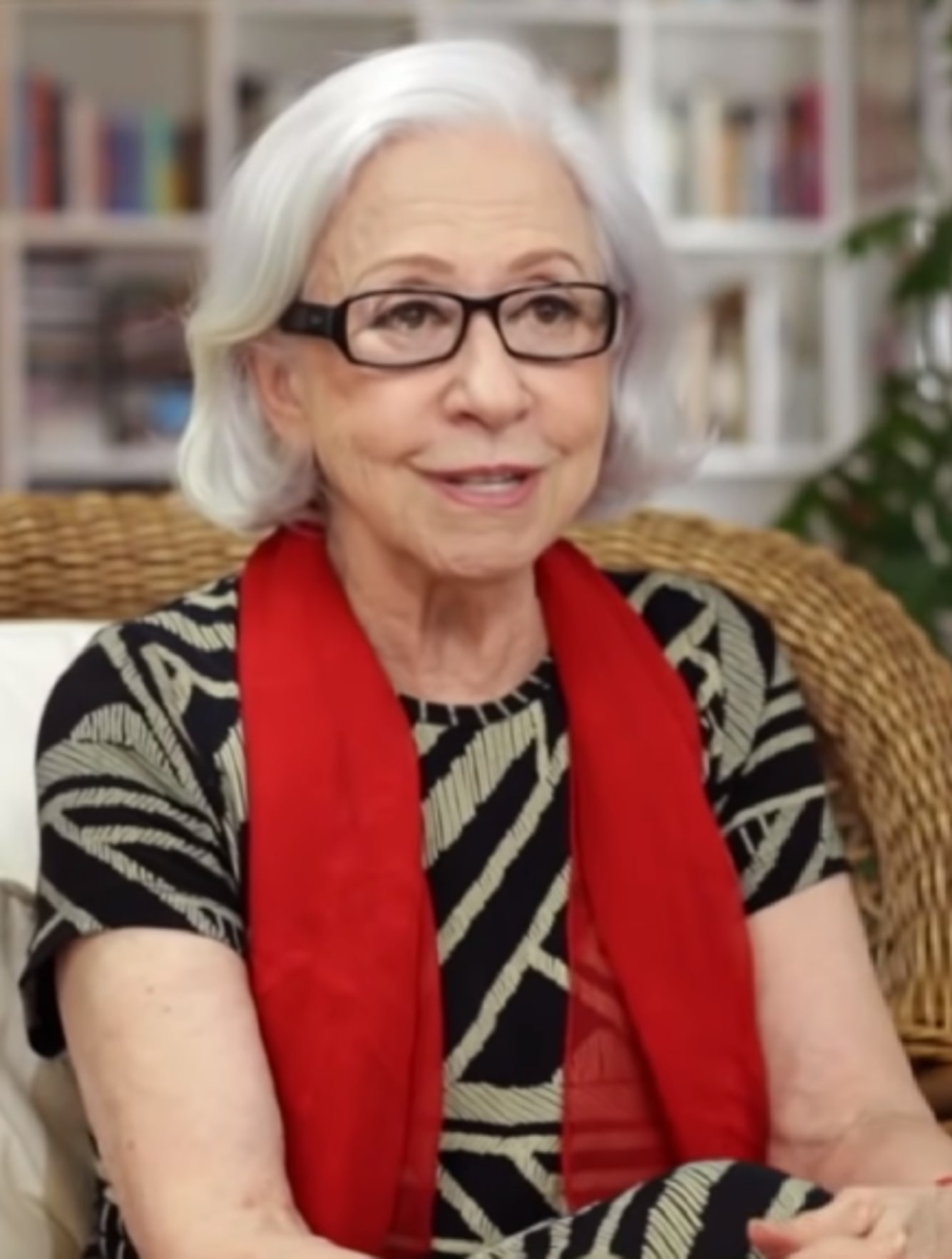
Fernanda Montenegro

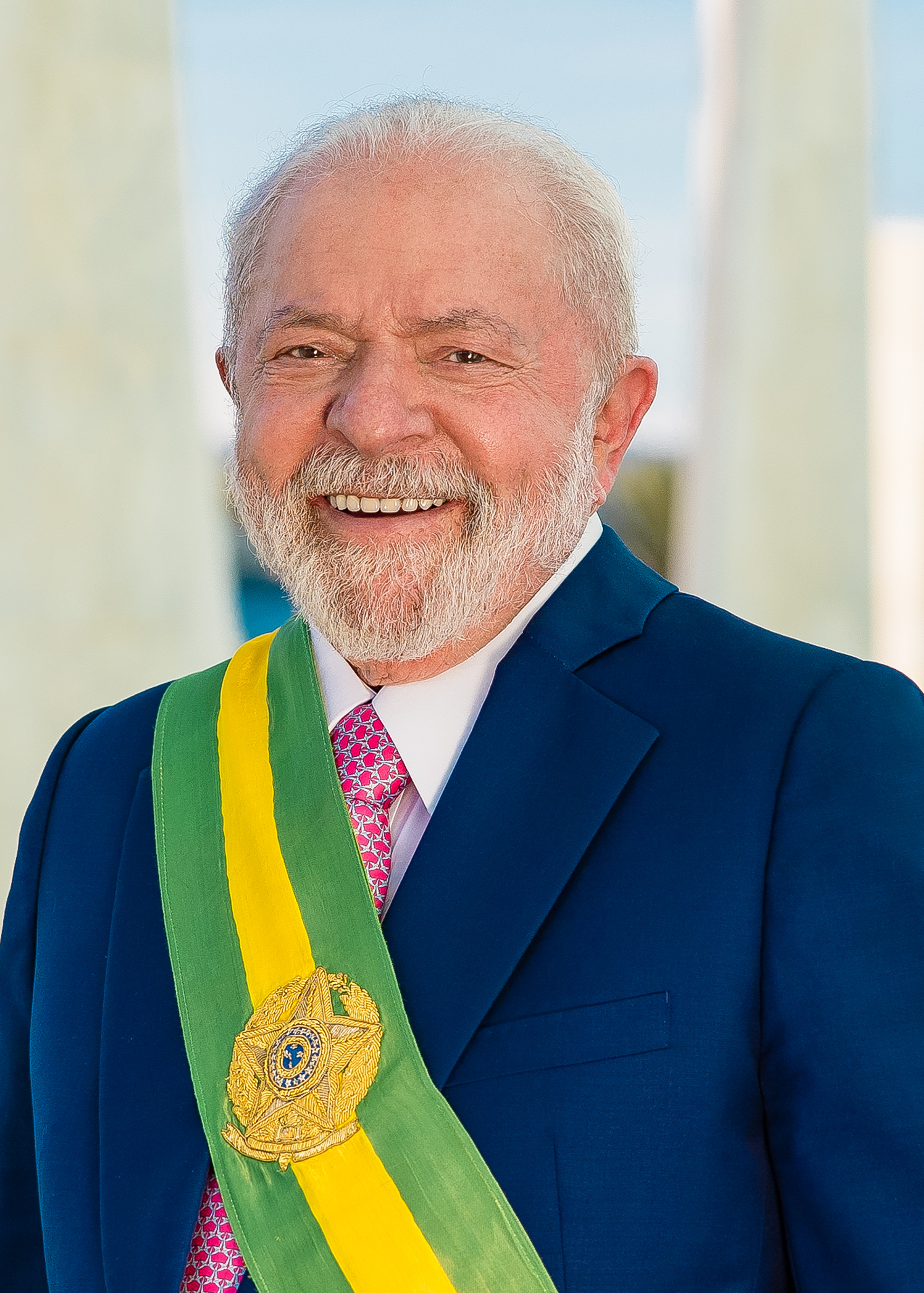
Luiz Inácio Lula da Silva

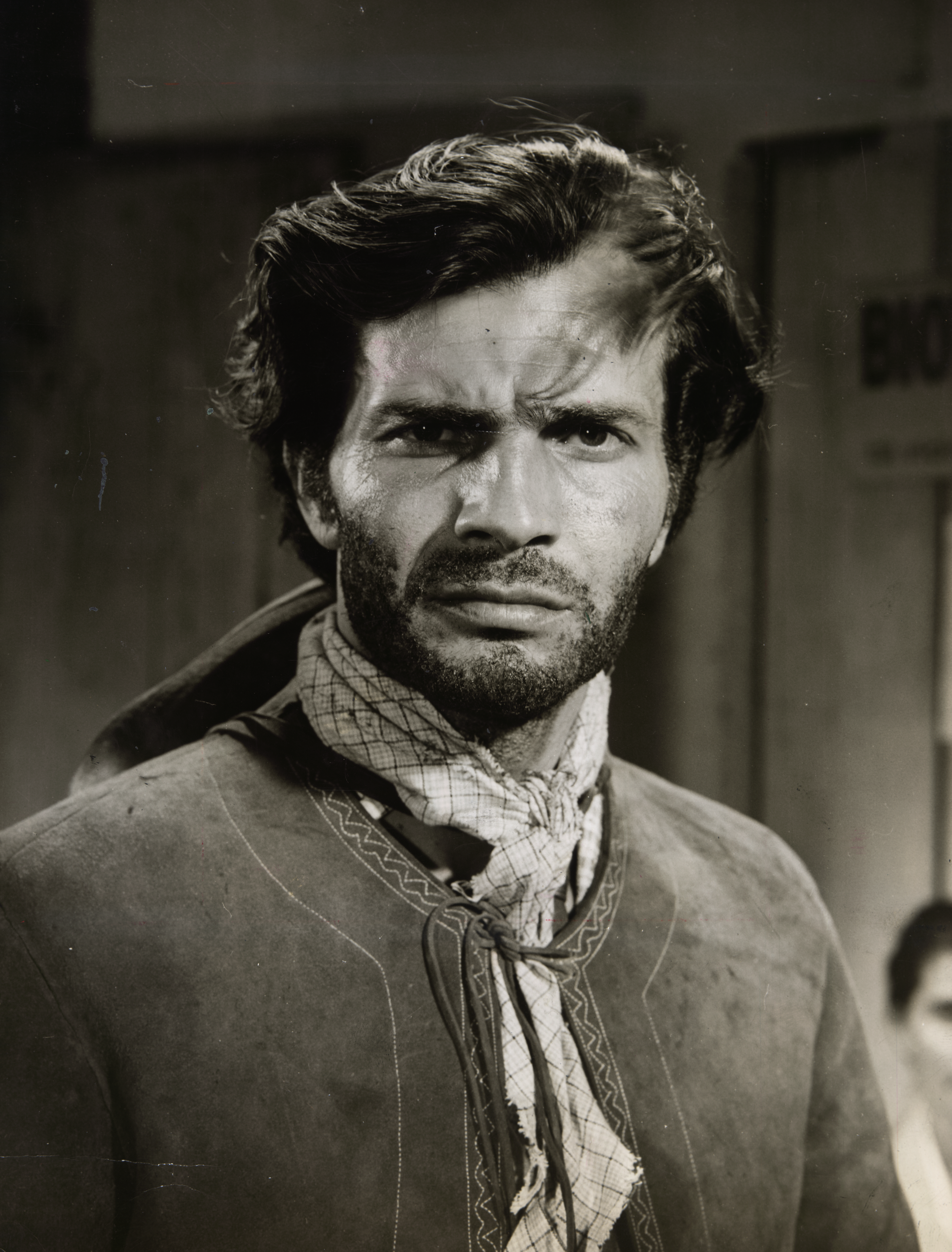
Tarcísio Meira

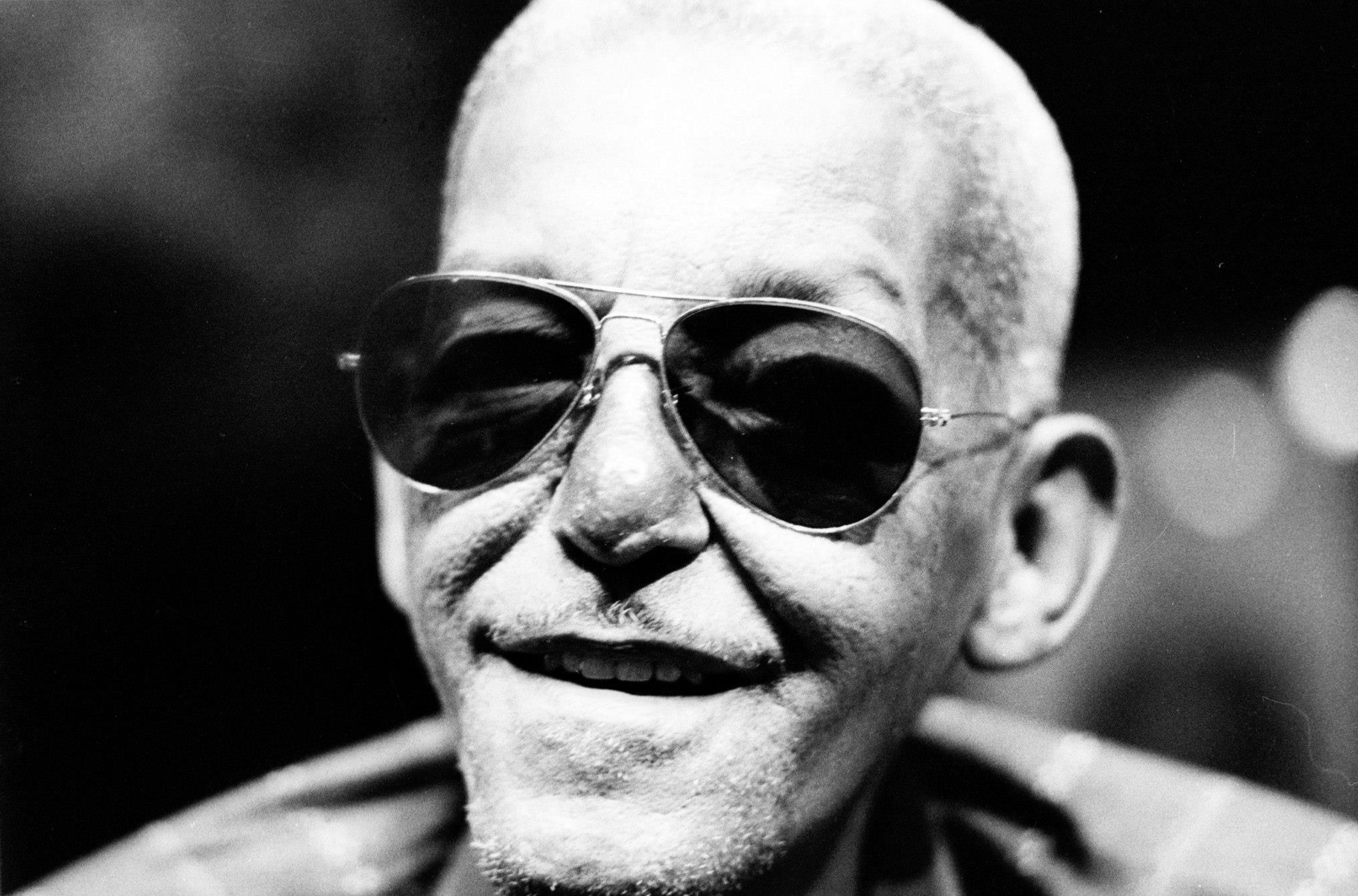
Cartola (compositor)

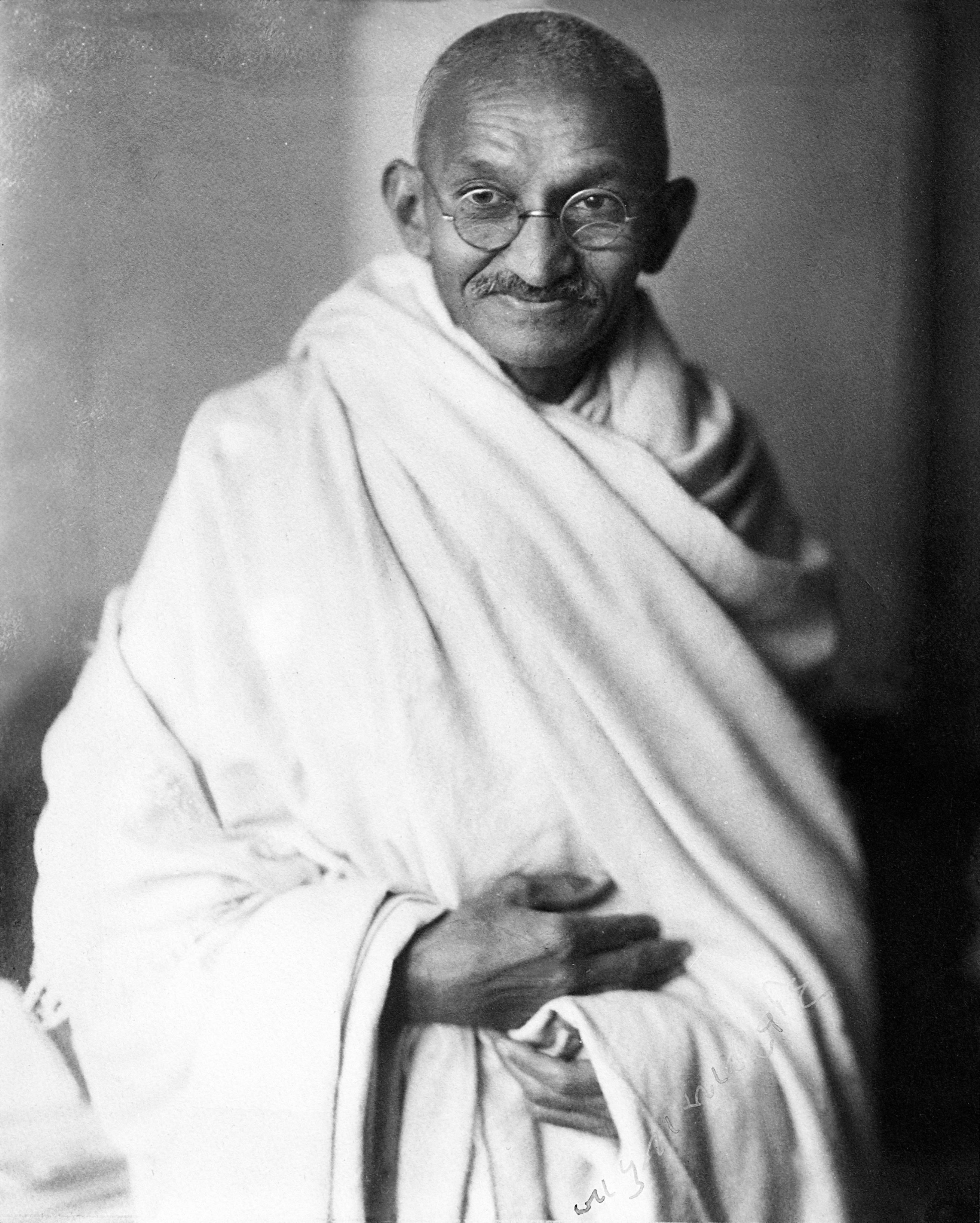
Mahatma Gandhi

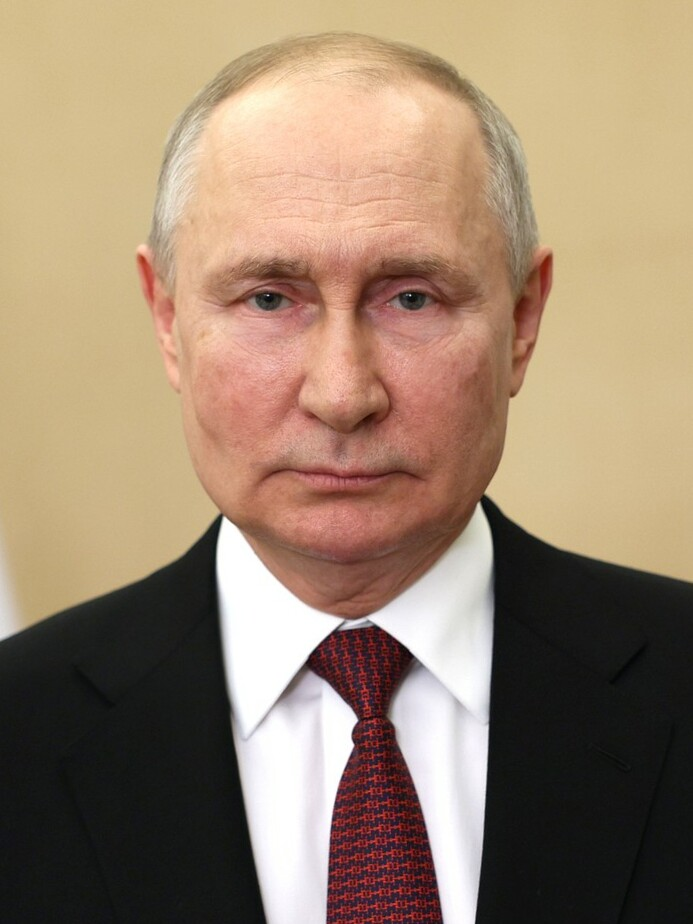
Vladimir Putin

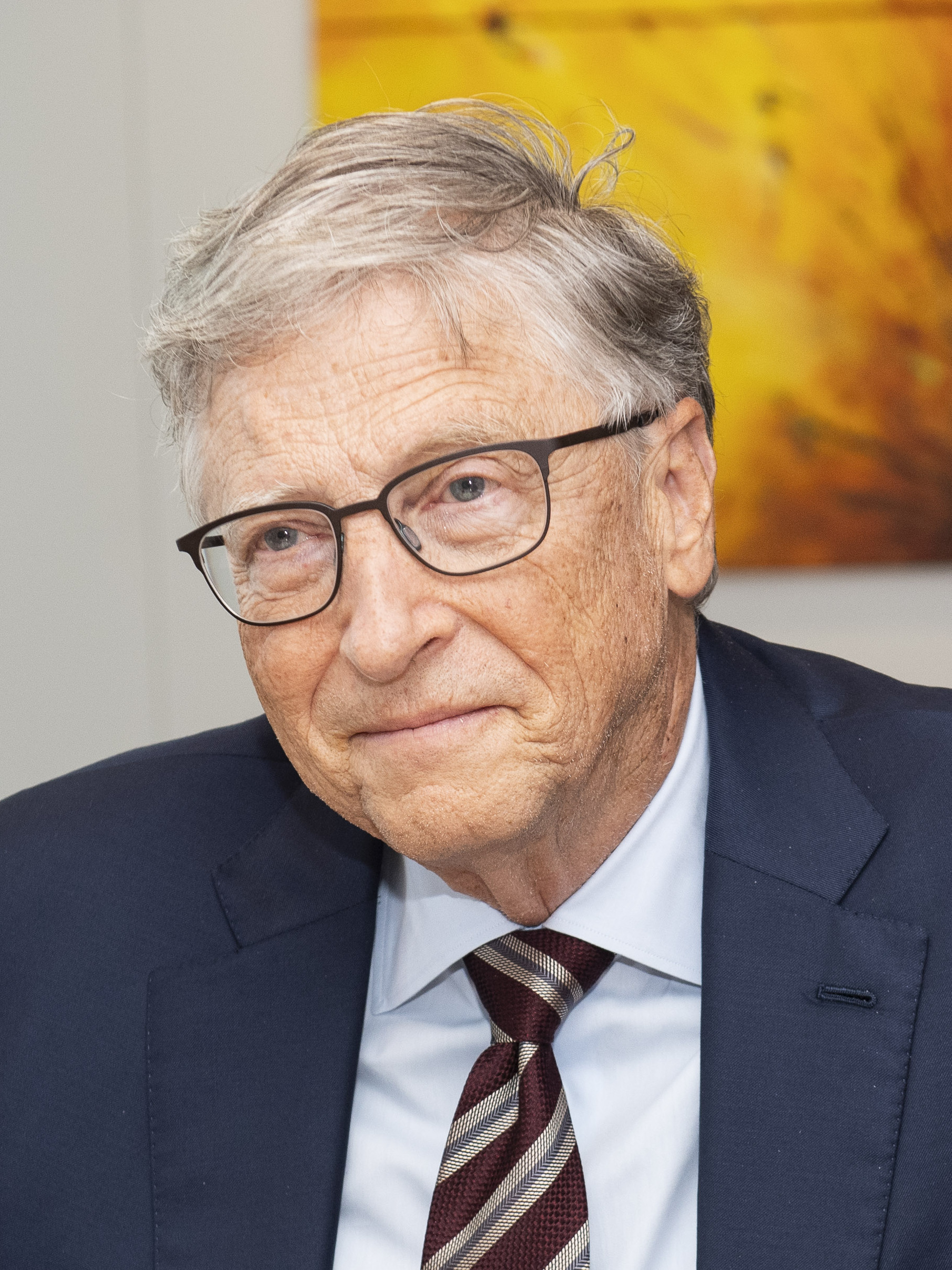
Bill Gates

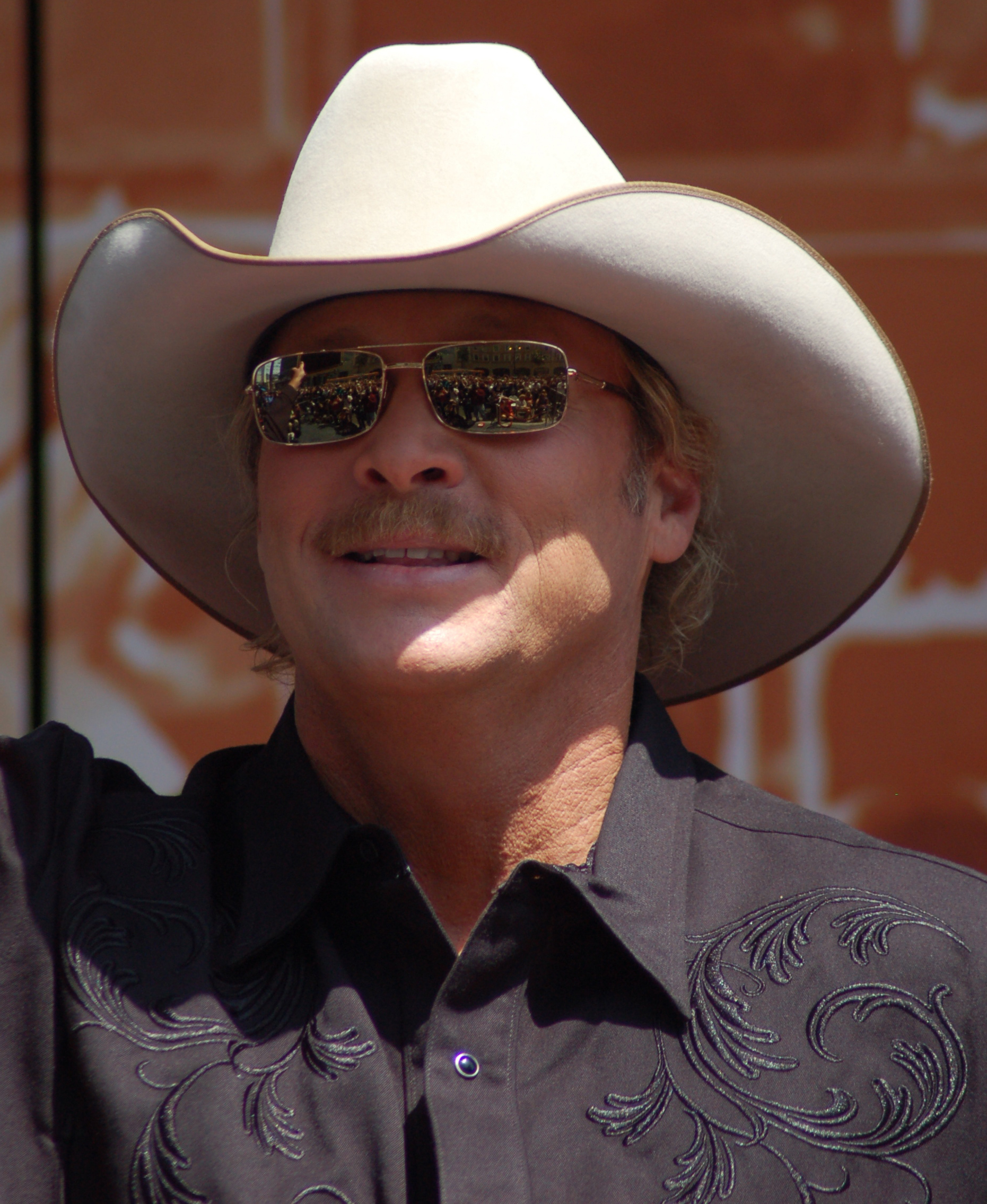
Alan Jackson

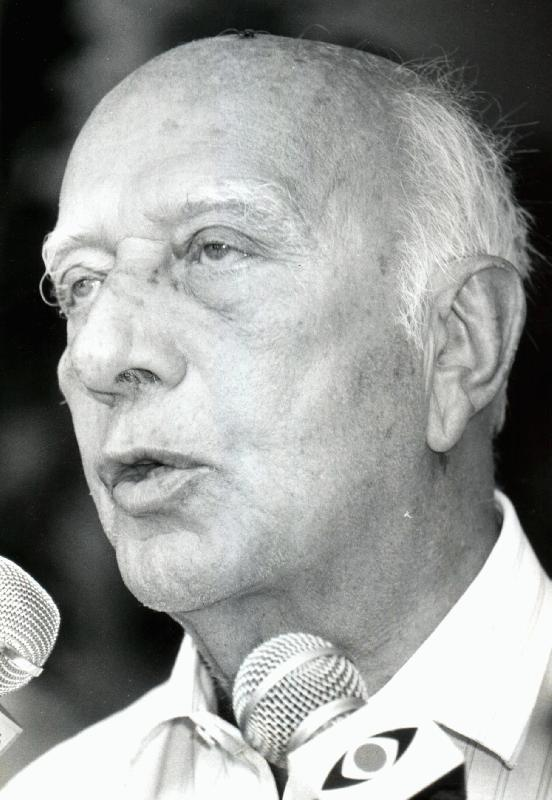
Ulysses Guimarães

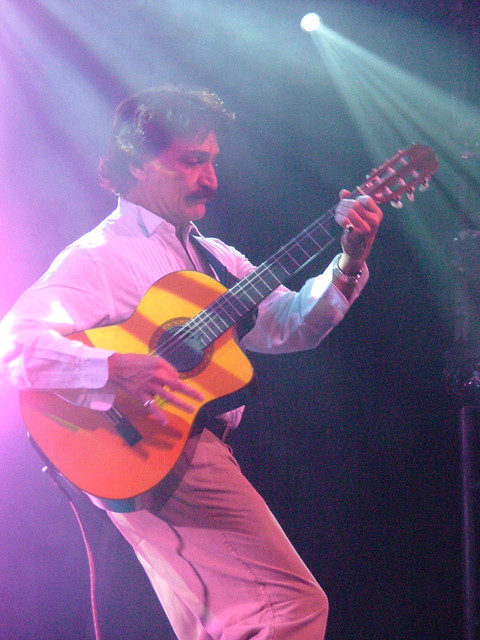
Belchior

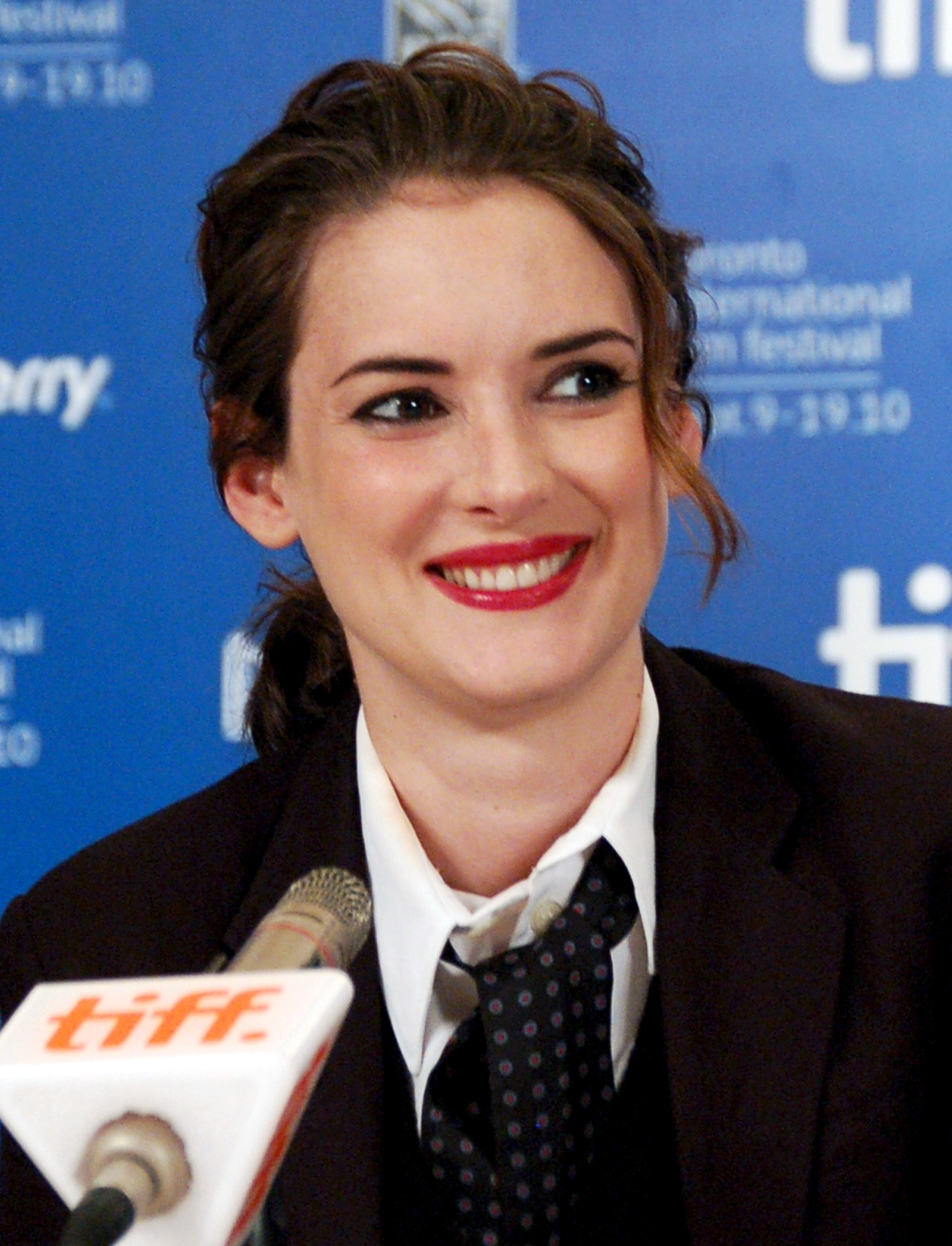
Winona Ryder

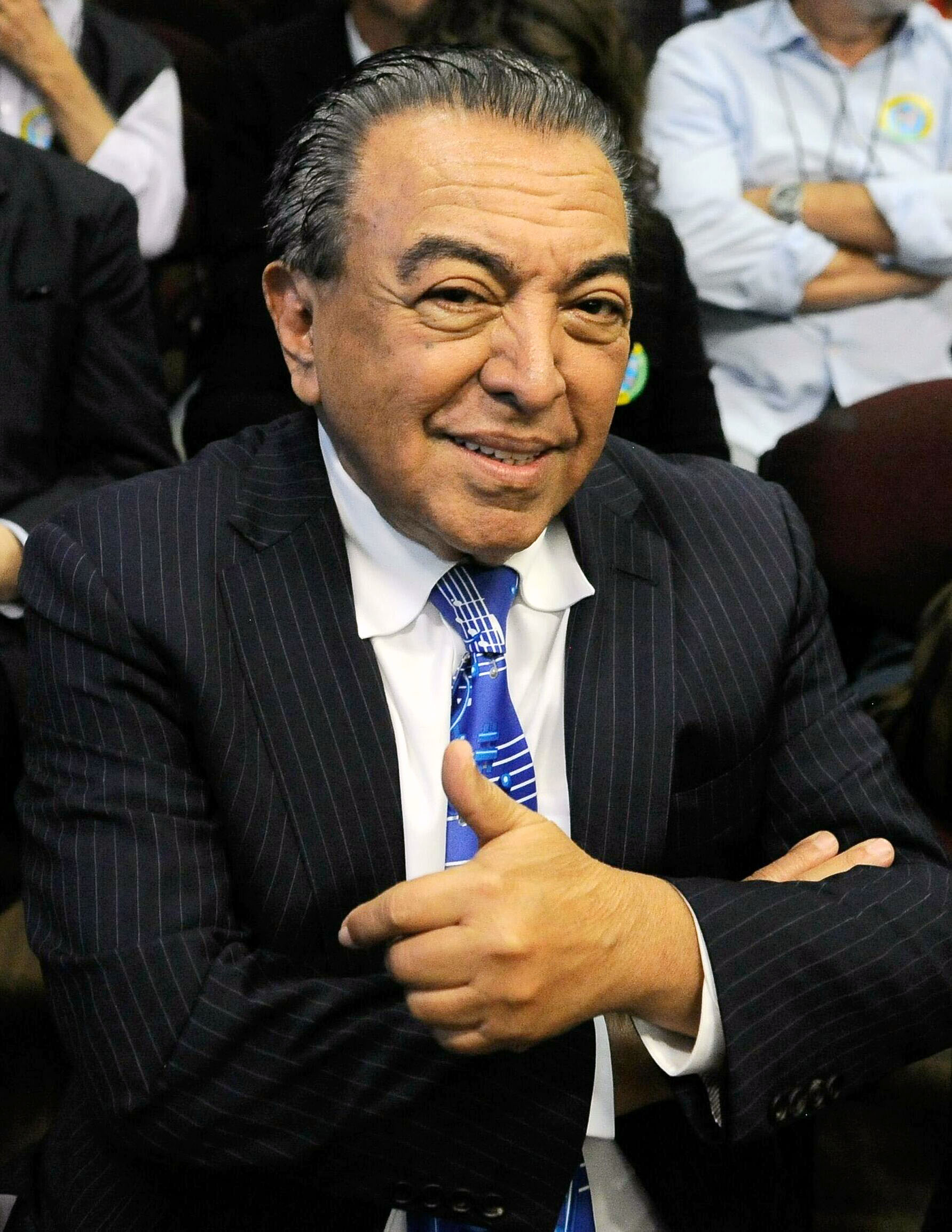
Mauricio de Sousa

- 1 de outubro de 1754 — Paulo I da Rússia (m. 1801).
- 1 de outubro de 1886 — Paul Morgan, ator e comediante austríaco (m. 1938).
- 1 de outubro de 1920 — Walter Matthau, ator e cantor norte-americano (m. 2000).
- 1 de outubro de 1990 — Anthony Lopes, futebolista português.
- 2 de outubro de 1538 — Carlos Borromeu, religioso e santo italiano (m. 1588).
- 2 de outubro de 1798 — Carlos Alberto da Sardenha (m. 1849).
- 2 de outubro de 1869 — Mahatma Gandhi, um dos fundadores do moderno estado indiano e defensor do Satyagraha (não-agressão)
- 2 de outubro de 1993 — Elizabeth McLaughlin, atriz norte-americana
- 3 de outubro de 1804 — Allan Kardec, educador, escritor e tradutor francês (m. 1869).
- 3 de outubro de 1860 — Paulo Alexandrovich da Rússia (m. 1919).
- 3 de outubro de 1911 — Baba Vanga, mítica, herbalista e clarividente búlgara (m. 1997).
- 3 de outubro de 1983 — Fred, futebolista brasileiro.
- 3 de outubro de 1981 — Zlatan Ibrahimovic, jogador de futebol nascido na Suécia
- 4 de outubro de 1626 — Richard Cromwell, político inglês (m. 1712).
- 4 de outubro de 1797 — Jeremias Gotthelf, escritor suíço (m. 1854).
- 4 de outubro de 1841 — Prudente de Moraes, político brasileiro (m. 1902).
- 4 de outubro de 1841 — Maria Sofia da Baviera (m. 1925).
- 4 de outubro de 1977 — Patrícia Abravanel, apresentadora de televisão brasileira.
- 4 de outubro de 1988 — Melissa Benoist, atriz e cantora estadunidense.
- 5 de outubro de 1658 — Maria de Módena, rainha consorte da Inglaterra (m. 1718).
- 5 de outubro de 1713 — Denis Diderot, filósofo e escritor francês (m. 1784).
- 5 de outubro de 1935 — Tarcísio Meira, ator brasileiro (m. 2021).
- 5 de outubro de 1978 — James Valentine, guitarrista da banda Maroon 5.
- 6 de outubro de 1773 — Luís Filipe I de França (m. 1850).
- 6 de outubro de 1906 — Janet Gaynor, atriz e cantora estadunidense (m. 1984).
- 6 de outubro de 1916 — Ulysses Guimarães, político brasileiro (m. 1992).
- 6 de outubro de 1940 — Altemar Dutra, cantor e compositor brasileiro (m. 1983).
- 6 de outubro de 1970 — Amy Jo Johnson, Atriz, cantora e compositora norte-americana
- 6 de outubro de 1978 — Valesca Popozuda, cantora, dançarina e empresária brasileira.
- 6 de outubro de 2000 — Klara Castanho, atriz brasileira.
- 7 de outubro de 13 a.C. — Druso Júlio César, cônsul romano (m. 23).
- 7 de outubro de 1589 — Maria Madalena de Áustria (m. 1631).
- 7 de outubro de 1952 — Vladimir Putin, político russo.
- 7 de outubro de 1976 — Aline Barros, cantora brasileira.
- 7 de outubro de 1977 — Pitty, cantora e compositora brasileira.
- 7 de outubro de 1979 — Aaron Ashmore, ator canadense.
- 7 de outubro de 1979 — Shawn Ashmore, ator canadense.
- 8 de outubro de 1799 — Evaristo da Veiga, poeta, jornalista, político e livreiro brasileiro (m. 1837).
- 8 de outubro de 1976 — Karina Bacchi, atriz e modelo brasileira.
- 8 de outubro de 1985 — Bruno Mars, cantor, compositor, produtor musical e multi-instrumentista norte-americano.
- 8 de outubro de 1997 — Bella Thorne, atriz e cantora norte-americana.
- 9 de outubro de 1893 — Mário de Andrade, escritor, crítico literário, musicólogo e folclorista brasileiro (m. 1945).
- 9 de outubro de 1940 — John Lennon, vocalista e um dos fundadores da banda The Beatles (m. 1980).
- 9 de outubro de 1994 — Jodelle Ferland, atriz canadense.
- 9 de outubro de 2002 — Any Gabrielly, cantora, dançarina, atriz e dubladora brasileira.
- 10 de outubro de 1567 — Catarina Micaela da Áustria, duquesa de Saboia (m. 1597).
- 10 de outubro de 1830 — Isabel II de Espanha (m. 1904).
- 10 de outubro de 1885 — José Alvalade, fundador e primeiro sócio do Sporting Clube de Portugal
- 10 de outubro de 1956 — Miguel Falabella, ator brasileiro
- 10 de outubro de 1994 — Bae Suzy, atriz e cantora sul-coreana.
- 11 de outubro de 1671 — Frederico IV da Dinamarca (m. 1730).
- 11 de outubro de 1675 — Samuel Clarke, filósofo inglês (m. 1729).
- 11 de outubro de 1799 — Madre Paula Montalt, freira e santa católica espanhola (m. 1899).
- 11 de outubro de 1817 — Maria Amélia de Baden (m. 1888).
- 11 de outubro de 1908 — Cartola, cantor, compositor e violonista brasileiro (m. 1980).
- 11 de outubro de 1936 — Tom Zé, cantor e compositor brasileiro.
- 11 de outubro de 1957 — Lobão (músico), cantor e compositor brasileiro.
- 11 de outubro de 1984 — Juliana Didone, atriz e modelo brasileira.
- 12 de outubro de 1537 — Eduardo VI de Inglaterra (m. 1553).
- 12 de outubro de 1754 — Amelia Darcy, baronesa Darcy de Knayth e Conyers (m. 1784).
- 12 de outubro de 1798 — Pedro I do Brasil & IV de Portugal (m. 1834).
- 12 de outubro de 1891 — Edith Stein, religiosa alemã (m. 1942).
- 12 de outubro de 1923 — Fernando Sabino, escritor e jornalista brasileiro (m. 2004).
- 12 de outubro de 1935 — Luciano Pavarotti, tenor italiano (m. 2007).
- 12 de outubro de 1968 — Hugh Jackman, ator australiano, eternizado pelo personagem Wolverine na saga X-Men.
- 12 de outubro de 1970 — Cláudia Abreu, atriz brasileira.
- 12 de outubro de 1989 — Paulo Henrique Ganso, futebolista brasileiro.
- 12 de outubro de 1992 — Josh Hutcherson, ator norte-americano.
- 13 de outubro de 1453 — Eduardo de Westminster (m. 1471).
- 13 de outubro de 1613 — Luísa de Gusmão, rainha de Portugal (m. 1666).
- 13 de outubro de 1925 — Margaret Thatcher, política britânica (m. 2013).
- 13 de outubro de 1992 — Arthur Maia, futebolista brasileiro.
- 14 de outubro de 1630 — Sofia de Hanôver, Condessa Palatina de Simmern (m. 1714).
- 14 de outubro de 1663 — Jaime II de Inglaterra (m. 1701).
- 14 de outubro de 1784 — Fernando VII de Espanha (m. 1833).
- 14 de outubro de 1893 — Lillian Gish, atriz norte-americana (m. 1993).
- 14 de outubro de 1997 — Catarina Rebelo, atriz portuguesa.
- 15 de outubro de 1527 — Maria Manuela, infanta de Portugal (m. 1545).
- 15 de outubro de 1605 — Maria de Bourbon, duquesa de Orleães (m. 1627).
- 15 de outubro de 1608 — Evangelista Torricelli, matemático e físico italiano (m. 1647).
- 15 de outubro de 1974 — Bianca Rinaldi, atriz brasileira.
- 15 de outubro de 1976 — Rodrigo Lombardi, ator brasileiro.
- 15 de outubro de 1992 — Vincent Martella, ator estadunidense.
- 15 de outubro de 1996 — Marina Moschen, atriz brasileira.
- 16 de outubro de 1430 — Jaime II da Escócia (m. 1460).
- 16 de outubro de 1847 — Maria Pia de Saboia, rainha consorte do Reino de Portugal (m. 1911).
- 16 de outubro de 1854 — Oscar Wilde, escritor irlandês (m. 1900).
- 16 de outubro de 1925 — Angela Lansbury, atriz, cantora e produtora britânica (m.2022).
- 16 de outubro de 1929 — Fernanda Montenegro, atriz brasileira.
- 16 de outubro de 1977 — John Mayer, cantor e compositor norte-americano
- 17 de outubro de 1253 — Ivo Kermartin, santo franciscano francês (m. 1303).
- 17 de outubro de 1629 — Baltasar Carlos, Príncipe das Astúrias (m. 1646).
- 17 de outubro de 1847 — Chiquinha Gonzaga, compositora brasileira (m. 1935).
- 17 de outubro de 1912 — Papa João Paulo I (m. 1978).
- 17 de outubro de 1915 — Arthur Miller, dramaturgo norte-americano (m. 2005).
- 17 de outubro de 1918 — Rita Hayworth, atriz norte-americana (m. 1987).
- 17 de outubro de 1920 — Montgomery Clift, ator norte-americano (m. 1966).
- 17 de outubro de 1931 — José Alencar, político e empresário brasileiro (m. 2011).
- 17 de outubro de 1958 — Alan Jackson, cantor e compositor norte-americano.
- 17 de outubro de 1972 — Eminem, cantor e compositor norte-americano.
- 17 de outubro de 1974 — Bárbara Paz, atriz brasileira.
- 18 de outubro de 1933 — Manuel Francisco dos Santos, o "Garrincha", jogador de futebol brasileiro (m. 1983).
- 18 de outubro de 1979 — Ne-Yo, cantor de pop/R&B, compositor, produtor, dançarino e ator norte-americano.
- 18 de outubro de 1987 — Zac Efron, ator norte-americano.
- 19 de outubro de 1855 — Paulina de Waldeck e Pyrmont, princesa de Bentheim and Steinfurt (m. 1925).
- 19 de outubro de 1913 — Vinicius de Moraes, diplomata, dramaturgo, jornalista, poeta e compositor brasileiro (m. 1980).
- 19 de outubro de 1934 — Glória Menezes, atriz brasileira.
- 19 de outubro de 1976 — Patrícia Poeta, jornalista brasileira.
- 20 de outubro de 1854 — Arthur Rimbaud, poeta francês (m. 1891).
- 20 de outubro de 1953 — Maria Zilda Bethlem, atriz e produtora brasileira.
- 20 de outubro de 1964 — Kamala Harris, política e advogada norte-americana.
- 20 de outubro de 1973 — Rodrigo Faro, ator, cantor e apresentador brasileiro.
- 20 de outubro de 1982 — Roberta Rodrigues, atriz brasileira.
- 21 de outubro de 1833 — Alfred Nobel, químico sueco (m. 1896).
- 21 de outubro de 1872 — Francisca Praguer Fróes, médica e feminista brasileira (m. 1931).
- 21 de outubro de 1980 — Kim Kardashian, atriz, modelo e socialite norte-americana.
- 21 de outubro de 1982 — Matt Dallas, ator norte-americano.
- 21 de outubro de 1986 — Christopher Uckermann, ator e cantor mexicano.
- 21 de outubro de 1987 — Tiago Abravanel, ator e cantor brasileiro.
- 22 de outubro de 1689 — João V de Portugal (m. 1750).
- 22 de outubro de 1761 — Antoine Barnave, político francês (m. 1793).
- 22 de outubro de 1858 — Augusta Vitória de Schleswig-Holstein (m. 1921).
- 22 de outubro de 1917 — Joan Fontaine, atriz anglo-americana (m. 2013).
- 22 de outubro de 1943 — Catherine Deneuve, atriz francesa.
- 23 de outubro de 1715 — Pedro II da Rússia (m. 1730).
- 23 de outubro de 1940 — Edson Arantes do Nascimento, o "Pelé", jogador de futebol brasileiro (m. 2022).
- 24 de outubro de 51 — Domiciano, Imperador Romano (m. 96).
- 24 de outubro de 1915 — Bob Kane, cartunista norte-americano (m. 1998).
- 24 de outubro de 1932 — Rosamaria Murtinho, atriz brasileira.
- 24 de outubro de 1932 — Ziraldo, quadrinista, chargista e escritor brasileiro.
- 24 de outubro de 1985 — Wayne Rooney, jogador de futebol nascido na Inglaterra
- 24 de outubro de 1989 — PewDiePie, youtuber sueco.
- 24 de outubro de 1999 — Daya, cantora norte-americana.
- 25 de outubro de 1759 — Maria Feodorovna, czarina da Rússia (m. 1828).
- 25 de outubro de 1881 — Picasso, pintor espanhol (m. 1973).
- 25 de outubro de 1886 — Humberto de Campos, político brasileiro (m. 1934).
- 25 de outubro de 1984 — Katy Perry, cantora estadunidense.
- 25 de outubro de 1990 — Fiuk, ator e cantor brasileiro.
- 26 de outubro de 1802 — Miguel I de Portugal (m. 1866).
- 26 de outubro de 1869 — Washington Luís, político brasileiro (m. 1957).
- 26 de outubro de 1922 — Darcy Ribeiro, antropólogo, político e escritor brasileiro (m. 1997).
- 26 de outubro de 1942 — Milton Nascimento, cantor e compositor brasileiro.
- 26 de outubro de 1946 — Belchior, cantor, compositor e poeta brasileiro (m. 2017).
- 27 de outubro de 1945 — Luiz Inácio Lula da Silva, político brasileiro.
- 27 de outubro de 1958 — Simon Le Bon, vocalista da banda inglesa Duran Duran.
- 28 de outubro de 1510 — Francisco de Borja, vice-rei da Catalunha (m. 1572).
- 28 de outubro de 1692 — José Fernando da Baviera (m. 1699).
- 28 de outubro de 1955 — Bill Gates, fundador da Microsoft.
- 28 de outubro de 1998 — Nolan Gould, ator estadunidense.
- 29 de outubro de 1816 — Fernando II de Portugal (m. 1885).
- 29 de outubro de 1911 — Nelson Cavaquinho, músico, sambista, compositor e cavaquinista brasileiro.
- 29 de outubro de 1970 — Edwin van der Sar, ex-futebolista holandês.
- 29 de outubro de 1971 — Winona Ryder, atriz norte americana.
- 29 de outubro de 1982 — Lola Melnick, atriz e bailarina brasileira, nascida na Ucrânia.
- 29 de outubro de 1993 — India Eisley, atriz norte-americana.
- 30 de outubro de 1960 — Diego Armando Maradona, jogador de futebol argentino.
- 30 de outubro de 1975 — Fabiana Karla, atriz e humorista brasileira.
- 30 de outubro de 1978 — Paulo Gustavo, comediante e ator brasileiro (m. 2021).
- 30 de outubro de 1992 — MC Daleste, cantor e compositor brasileiro (m. 2013).
- 31 de outubro de 1705 — Papa Clemente XIV (m. 1774).
- 31 de outubro de 1838 — Luís I de Portugal (m. 1889).
- 31 de outubro de 2005 — Leonor, Princesa das Astúrias.

## Mortes
- 3 de outubro de 2024 — Cid Moreira, jornalista, locutor e apresentador brasileiro (n. 1927).
- 4 de outubro de 1970 — Janis Joplin, cantora e compositora norte americana (n. 1943).
- 4 de outubro de 2014 — Hugo Carvana, ator e diretor de cinema e televisão brasileiro (n. 1937).
- 4 de outubro de 2024 — Emiliano Queiroz, ator brasileiro (n.1936).
- 5 de outubro de 2011 — Steve Jobs, co-fundador, ex-presidente e ex-diretor executivo da Apple (n 1955).
- 6 de outubro de 2023 — Moreira Alves, jurista brasileiro (n. 1933).
- 7 de outubro de 1994 — Maurício do Valle, ator brasileiro (n. 1928).
- 8 de outubro de 2005 — Fernando Bonini, desenhista brasileiro de histórias em quadrinhos (n. 1955).
- 9 de outubro de 1967 — Che Guevara, revolucionário comunista argentino (n. 1928).
- 9 de outubro de 2001 — Roberto Campos, economista brasileiro (n. 1917).
- 9 de outubro de 2020 — Cecil Thiré, ator e diretor brasileiro (n. 1943).
- 10 de outubro de 1963 — Édith Piaf, cantora e compositora francesa (n. 1915).
- 10 de outubro de 2022 — Mário César Camargo, ator brasileiro (n. 1947).
- 11 de outubro de 1996 — Renato Russo, cantor e compositor brasileiro (n. 1960).
- 11 de outubro de 2011 — José Vasconcellos, ator e humorista brasileiro (n. 1926).
- 12 de outubro de 2007 — Paulo Autran, ator brasileiro (n. 1922).
- 12 de outubro de 2011 — Dennis Ritchie, criador da linguagem C e cocriador do Unix (n. 1941).
- 14 de outubro de 2015 — Luís Carlos Miele, produtor, apresentador e ator brasileiro (n. 1938).
- 14 de outubro de 2016 — Orival Pessini, ator e humorista brasileiro (n. 1944).
- 16 de outubro de 2018 — Gil Gomes, jornalista, advogado e repórter policial brasileiro (n. 1940).
- 17 de outubro de 2002 — Yara Côrtes, atriz brasileira (n. 1921).
- 17 de outubro de 2019 — Maurício Sherman, ator e diretor brasileiro (n. 1931).
- 20 de outubro de 2015 — Yoná Magalhães, atriz brasileira (n. 1935).
- 21 de outubro de 1995 — Shannon Hoon, cantor e compositor americano (n. 1967).
- 24 de outubro de 2019 — Walter Franco, cantor e compositor brasileiro (n. 1945).
- 25 de outubro de 1975 — Vladimir Herzog, jornalista brasileiro (n. 1937).
- 25 de outubro de 2016 — Carlos Alberto Torres, futebolista e treinador de futebol brasileiro (n. 1944).
- 26 de outubro de 2021 — Gilberto Braga, autor de telenovelas e minisséries brasileiro (n. 1945).
- 27 de outubro de 2010 — Néstor Kirchner, ex-presidente argentino (n. 1950).
- 27 de outubro de 2019 — Jorge Fernando, diretor brasileiro (n. 1955)
- 31 de outubro de 1993 — River Phoenix, ator estadunidense (n. 1970).